# Otto Schönherr von Schönleiten
Otto Schönherr, von 1917 bis 1919 amtlich Otto Schönherr Edler von Schönleiten, (* 7. Februar 1888 in St. Pölten; † 2. Juni 1954 in Ried im Oberinntal, Tirol) war ein österreichischer Offizier. Er diente bis zum Zusammenbruch Österreich-Ungarns in der k. u. k. Armee, danach im Österreichischen Bundesheer der 1. Republik. Nach dem Anschluss Österreichs an das Deutsche Reich gehörte er der Wehrmacht an.

## Leben
Otto Schönherr Edler von Schönleiten war der Sohn des Ende 1917 zum Generalmajor ernannten k. u k. Offiziers Hugo Schönherr von Schönleiten. Dieser hatte bei seiner Ernennung, ein Jahr vor dem Ende der Monarchie in Österreich, auch das erbliche Adelsprädikat Edler von Schönleiten erhalten. Nach seiner Ausbildung an der Theresianischen Militärakademie trat Otto Schönherr 1909 als Leutnant ebenfalls in die k. u. k. Armee ein. Zu Beginn des Ersten Weltkriegs wurde er zum Oberleutnant ernannt, 1916 zum Hauptmann. Nach dem Untergang der österreichisch-ungarischen Monarchie ging der Familie mit dem Adelsaufhebungsgesetz 1919 die Nobilitierung verloren.
Nach dem Ende der Monarchie trat Hauptmann Schönherr in das Bundesheer der neu gegründeten Republik Österreich ein, wo er es bis zum Obersten im österreichischen Generalstab brachte. Otto Schönherr heiratete am 20. November 1920 Maria Koller. Er ist der Vater des 1926 geborenen Schauspielers Dietmar Schönherr. Ab 1922 studierte Otto Schönherr in Innsbruck Staatswissenschaft.
Nach der Annexion Österreichs an das Deutsche Reich im Jahr 1938, dem sogenannten „Anschluss Österreichs“, legte man Schönherr nahe, in die deutsche Wehrmacht zu wechseln oder unehrenhaft aus den Streitkräften entlassen zu werden. Schönherr willigte ein, obwohl er sowohl gegen den Anschluss als auch gegen den Nationalsozialismus war.
Otto Schönherr, damals bereits über 50 Jahre alt, zog bald danach mit seiner Familie nach Potsdam, da er am 10. November 1938 zum Regimentsstab des Infanterie-Regiments Nr. 9 der 23. Infanterie-Division versetzt wurde.
In Potsdam lernte er Offiziere kennen, die später im Widerstand gegen Hitler agierten, darunter auch Henning von Tresckow, mit dem er befreundet war. Otto Schönherrs Einstellung belegen auch die in seinem Nachlass gefundenen Gedichte.
Im Verlauf des Zweiten Weltkriegs befehligte er im Westfeldzug das Infanterie-Regiment 178 der 76. Infanterie-Division. 1941 nahm er mit seinem Regiment am Balkanfeldzug und am Angriff auf die Sowjetunion teil. Mitte Juli 1941 musste er das Kommando abgeben. Nach einem Herzinfarkt wurde er nicht mehr an der vordersten Front eingesetzt. Er wurde zum 1. September 1941 zum Generalmajor befördert, im April 1942 wurde er mit der Aufstellung zum Kommandeur der 230. Infanterie-Division ernannt, die zum Küstenschutz im besetzten Norwegen eingesetzt war. Gleichzeitig wurde er Kommandant der Festung Stavanger. Am 10. Oktober 1942 gab er seine Kommandos über die 230. Infanterie-Division und die Festung Stavanger ab. Vom 10. Dezember 1942 bis zur Auflösung Mitte Februar 1944 war er Kommandeur der 141. Reserve-Division. In dieser Position wurde Otto Schönherr am 1. September 1943 zum Generalleutnant befördert. Zuletzt war er am 20. März 1944 Kommandeur der in Salzburg stationierten 418. Ersatz-Division. Dieses Kommando behielt er bis zur Kapitulation der deutschen Wehrmacht im Mai 1945.
Die Familie kehrte nach dem Krieg nach Österreich zurück und siedelte sich in Ried im Oberinntal bei Landeck in Tirol an, von wo Otto Schönherrs Großvater herstammte. 1954 verstarb er hier.